# Bośnia i Hercegowina na Zimowych Igrzyskach Olimpijskich 1994
Bośnię i Hercegowinę na Zimowych Igrzyskach Olimpijskich 1994 reprezentowało 10 zawodników. Był to debiut Bośni i Hercegowiny na zimowych igrzyskach olimpijskich.

## Skład reprezentacji

### Biegi narciarskie

#### Mężczyźni
| Zawodniczka | Konkurencja              | Strata | Czas    | Pozycja | Źródło |
| ----------- | ------------------------ | ------ | ------- | ------- | ------ |
| Bekim Babić | 10 km techniką klasyczną | —      | 30:44.3 | 84.     | [ 1 ]  |
| Bekim Babić | Bieg łączony (10+15 km)  | +6:24  | 53:23.6 | 74.     | [ 2 ]  |

### Bobsleje

#### Mężczyźni
| Zawodnicy                                               | Konkurencja | Czas ślizgu | Czas ślizgu | Czas ślizgu | Czas ślizgu | Suma    | Pozycja | Źródło |
| Zawodnicy                                               | Konkurencja | 1           | 2           | 3           | 4           | Suma    | Pozycja | Źródło |
| ------------------------------------------------------- | ----------- | ----------- | ----------- | ----------- | ----------- | ------- | ------- | ------ |
| Zdravko Stojnić Zoran Sokolović                         | Dwójki      | 54.76       | 54.83       | 54.82       | 54.66       | 3:39.07 | 33.     | [ 3 ]  |
| Zoran Sokolović Izet Haračić Nizar Zaciragić Igor Boras | Czwórki     | 54.77       | 54.80       | 55.10       | 55.10       | 3:39.77 | 29.     | [ 4 ]  |

### Narciarstwo alpejskie

#### Kobiety
| Zawodnik      | Konkurencja | 1. przejazd | 1. przejazd | 2. przejazd | 2. przejazd | Suma czasów | Pozycja | Źródło |
| Zawodnik      | Konkurencja | Czas        | Pozycja     | Czas        | Pozycja     | Suma czasów | Pozycja | Źródło |
| ------------- | ----------- | ----------- | ----------- | ----------- | ----------- | ----------- | ------- | ------ |
| Arijana Boras | Slalom      | 1:10.92     | 34.         | 1:07.80     | 28.         | 2:18.72     | 27.     | [ 5 ]  |

#### Mężczyźni
| Zawodnik          | Konkurencja   | 1. przejazd | 1. przejazd | 2. przejazd | 2. przejazd | Suma czasów      | Pozycja          | Źródło |
| Zawodnik          | Konkurencja   | Czas        | Pozycja     | Czas        | Pozycja     | Suma czasów      | Pozycja          | Źródło |
| ----------------- | ------------- | ----------- | ----------- | ----------- | ----------- | ---------------- | ---------------- | ------ |
| Enis Bećirbegović | Slalom gigant | DNF         | DNF         | NQ          | NQ          | Nieklasyfikowany | Nieklasyfikowany | [ 6 ]  |

### Saneczkarstwo

#### Kobiety
| Zawodnicy         | Konkurencja | Czas ślizgu | Czas ślizgu | Czas ślizgu | Czas ślizgu | Suma     | Pozycja | Źródło |
| Zawodnicy         | Konkurencja | 1           | 2           | 3           | 4           | Suma     | Pozycja | Źródło |
| ----------------- | ----------- | ----------- | ----------- | ----------- | ----------- | -------- | ------- | ------ |
| Verona Marjanović | Jedynki     | 50.586      | 51.707      | 51.365      | 51.121      | 3:24.779 | 23.     | [ 7 ]  |

#### Mężczyźni
| Zawodnicy       | Konkurencja | Czas ślizgu | Czas ślizgu | Czas ślizgu | Czas ślizgu | Suma     | Pozycja | Źródło |
| Zawodnicy       | Konkurencja | 1           | 2           | 3           | 4           | Suma     | Pozycja | Źródło |
| --------------- | ----------- | ----------- | ----------- | ----------- | ----------- | -------- | ------- | ------ |
| Nedžad Lomigora | Jedynki     | 53.254      | 53.126      | 54.725      | 53.023      | 3:34.128 | 31.     | [ 8 ]  |